# 경제동물
경제동물은 길들여진 동물로, 경제적 가치를 만드는 동물이다.
미적 가치, 가축 등 식품이나 부산물로서의 가치, 탐지견 등 노동을 통한 가치 등을 창출할 수 있다. 경제동물은 소, 닭, 돼지 등이 있다